# Bundesstraße 509
Pour les articles homonymes, voir Route 509.
La Bundesstraße 509 est une Bundesstraße du Land de Rhénanie-du-Nord-Westphalie.

## Géographie
La B 509 va de Nettetal-Lobberich en passant par Grefrath et Kempen jusqu'à Krefeld.

## Histoire
La Bundesstraße 509 commence au sud de Lobberich, un quartier de la ville de Nettetal à la sortie d'autoroute Nettetal de la Bundesautobahn 61 près de la frontière avec la Basse-Saxe. Courant vers le nord, la B 509 contourne d'abord Lobberich avant de bifurquer vers le nord-est. À Schlibeck, la route fédérale rejoint Grefrath et l'aérodrome de Grefrath-Niershorst. La route fédérale atteint la ville de Kempen par la ceinture extérieure qui porte son nom. Après deux croisements, la B 509 prend une direction sud-est et continue tout droit vers Krefeld. En plus de la B 509, ce tronçon est également emprunté par la Bundesstraße 9, qui permet de continuer jusqu'à Mönchengladbach. La B 509 se termine à l'intersection Blumentalstrasse/Nassauerring à Krefeld. La Bundesautobahn 57 et la ville voisine de Duisbourg sont accessibles par l'Europaring (L 473).
L'ancienne extrémité de la Bundesstraße 509 devait devenir la Bundesautobahn 51. Cependant, mis à part les travaux préliminaires de construction de la jonction autoroutière Krefeld-Gartenstadt avec la Bundesautobahn 57 (dite en trèfle avec une rampe semi-directe), cela n'a jamais été pleinement réalisé. Cependant, l'intersection est signalée comme une jonction d'autoroute et il y a deux voies séparées dans la zone est de Krefeld.
Le 1er janvier 2013, les sections Nassauerring, Europaring et Charlottering à Krefeld sont déclassées en Landesstraße L 473.

## Source
- (de) Cet article est partiellement ou en totalité issu de l’article de Wikipédia en allemand intitulé « Bundesstraße 509 » (voir la liste des auteurs).

1. ↑  (de) « Die Bundes- und Reichsstraßen in Deutschland - Nr. ab 399 » [archive du 15 octobre 2008], sur home.arcor.de (consulté le 18 juillet 2025)